# Station Warszawa Rakowiec
Station Warszawa Rakowiec is een spoorwegstation in het stadsdeel Ochota in de Poolse hoofdstad Warschau.